# ديف كيوزاك
ديف كيوزاك (بالإنجليزية: Dave Cusack)‏ هو مدرب كرة قدم ولاعب كرة قدم بريطاني، ولد في 6 يونيو 1956 في توركروفت ‏ في المملكة المتحدة. لعب مع شيفيلد وينزداي ونادي بوسطن يونايتد ونادي دونكاستر روفرز ونادي روذرهام يونايتد ونادي ساوثيند يونايتد ونادي ميلوول.

## وصلات خارجية
- ديف كيوزاك على موقع Soccerbase.com (مدرب) (الإنجليزية)